# Maman (film, 1914)
Pour les articles homonymes, voir Maman.
Pour plus de détails, voir Fiche technique et Distribution.
Maman (Mother) est un film muet américain de Maurice Tourneur, sorti en 1914

## Synopsis
Quand son mari banquier décède, Katherine Wetherell hérite de sa modeste propriété. Malgré les ressources limitées de la famille, William, le fils de Katherine, dépense leur argent pour entretenir Sadie, une aventurière, puis vole un des colliers de sa mère pour le lui donner. Plus tard, Katherine apprend que William et Sadie se sont mariés. De plus, elle découvre que son autre fils Walter a négligé ses études pour courir après une danseuse, Bess, la sœur de Sadie. Harry Lake, le fiancé d'Ardath, la fille de Katherine, a offert un travail à William dans la banque de sa famille. William détourne de l'argent et imite la signature de sa mère sur un billet à ordre. Malgré la contrefaçon et la démission de William, Katherine honore la traite. Lorsque Walter insiste pour épouser Bess, Katherine invite la jeune femme et lui demande de cuisiner le repas. Indignée, Bess rompt ses fiançailles avec Walter. Finalement, William quitte Sadie et promet d'aider à mettre Walter dans le droit chemin.

## Fiche technique
- Titre : Maman
- Titre original : Mother
- Réalisation : Maurice Tourneur
- Scénario : Maurice Tourneur, d'après la pièce "Mother" de Jules Eckert Goodman
- Photographie : John van den Broek
- Production exécutive : William A. Brady
- Société de production : William A. Brady Picture Plays
- Société de distribution : World Film Corporation
- Pays de production :  États-Unis
- Langue originale : anglais
- Format : noir et blanc — 35 mm — 1,37:1 — Muet
- Genre : drame
- Durée : 40 minutes
- Date de sortie :
  - États-Unis : 28 septembre 1914

## Distribution
- Emma Dunn : Katherine Wetherell
- Edwin Baker : William
- Belle Adair : Sadie
- Henri Desforges : Walter
- Jane Corcoran : Bess
- Lillian Cook : Lenore
- Priscilla Dean : Ardath

## Autour du film
- C'est le premier film américain de Maurice Tourneur[1]. Une copie est conservée à la Bibliothèque du Congrès[2].